# Ел Каризо, Ла Касита (Урес)
Ел Каризо, Ла Касита (шп. El Carrizo, La Casita) насеље је у Мексику у савезној држави Сонора у општини Урес. Насеље се налази на надморској висини од 520 м.

## Становништво
Према подацима из 2005. године у насељу је живело 6 становника.

### Хронологија
| Година       | 2000 | 2005 |
| ------------ | ---- | ---- |
| Становништво | 6    | 6    |

### Попис
| # | Индикатор                        | Вредност |
| - | -------------------------------- | -------- |
| 1 | Укупно појединачних домаћинстава | 1        |